# Banské
Banské (německy Gruben bei Fröhnel, maďarsky Bányapataka, do roku 1902 Bánszka) je obec na Slovensku v okrese Vranov nad Topľou. Žije zde přibližně 1 900 obyvatel. 

## Poloha
Obec leží v údolí řeky Olšavy ve střední části Slánských vrchů v nadmořské výšce, která se pohybuje v rozmezí 260–910 m, střed obce leží ve výšce 325 m n. m. V okolí obce probíhala těžba andezitu.

## Historie
První písemná zmínka o obci pochází z roku 1397, kde je uvedena jako Banyapathaka (Banský potok), v roce je uváděna jako Kwsbanyapathaka a od roku 1773 Banské. Obec byla královským městem, které na konci 14. století přešlo do majetku Rozgonyiovců a k hradnímu panství Čičava. V roce 1715 byly v obci dva mlýny a 41 domácností, v roce 1720 se uvádí 23 domácností, v roce 1787 žilo 608 obyvatel v 80 domech a v roce 1828 žilo 689 obyvatel v 91 domech. V období 1880–1890 proběhla obcí vystěhovalecká vlna.
Hlavní obživou obyvatel Banské byla těžba dřeva a pálení dřevěného uhlí, zabývali se kovářstvím, tkalcovstvím a kolářstvím. V lesích, které náležely do 20. století Andrášiovcům, se vytěžené dřevo odváželo úzkorozchodnou dráhou (zanikla v roce 1935).

## Znak
Blason: V modrém štítu na zlatém trávníku stojící zlatý jelen se stříbrnou zbrojí.
Znak vychází z otisku pečetidla, který se dochoval na dokumentech z 19. století.

## Památky
- Řeckokatolický barokní kostel svatého Petra a Pavla z roku 1788. Je národní kulturní památkou Slovenska.[6]
- Historizující náhrobek s reliéfem Krista z roku 1886. Je národní kulturní památkou Slovenska.[7]